# Rete tranviaria di Elbląg
La rete tranviaria di Elbląg è la rete tranviaria che serve la città polacca di Elbląg, composta da cinque linee.